# Deep Silver

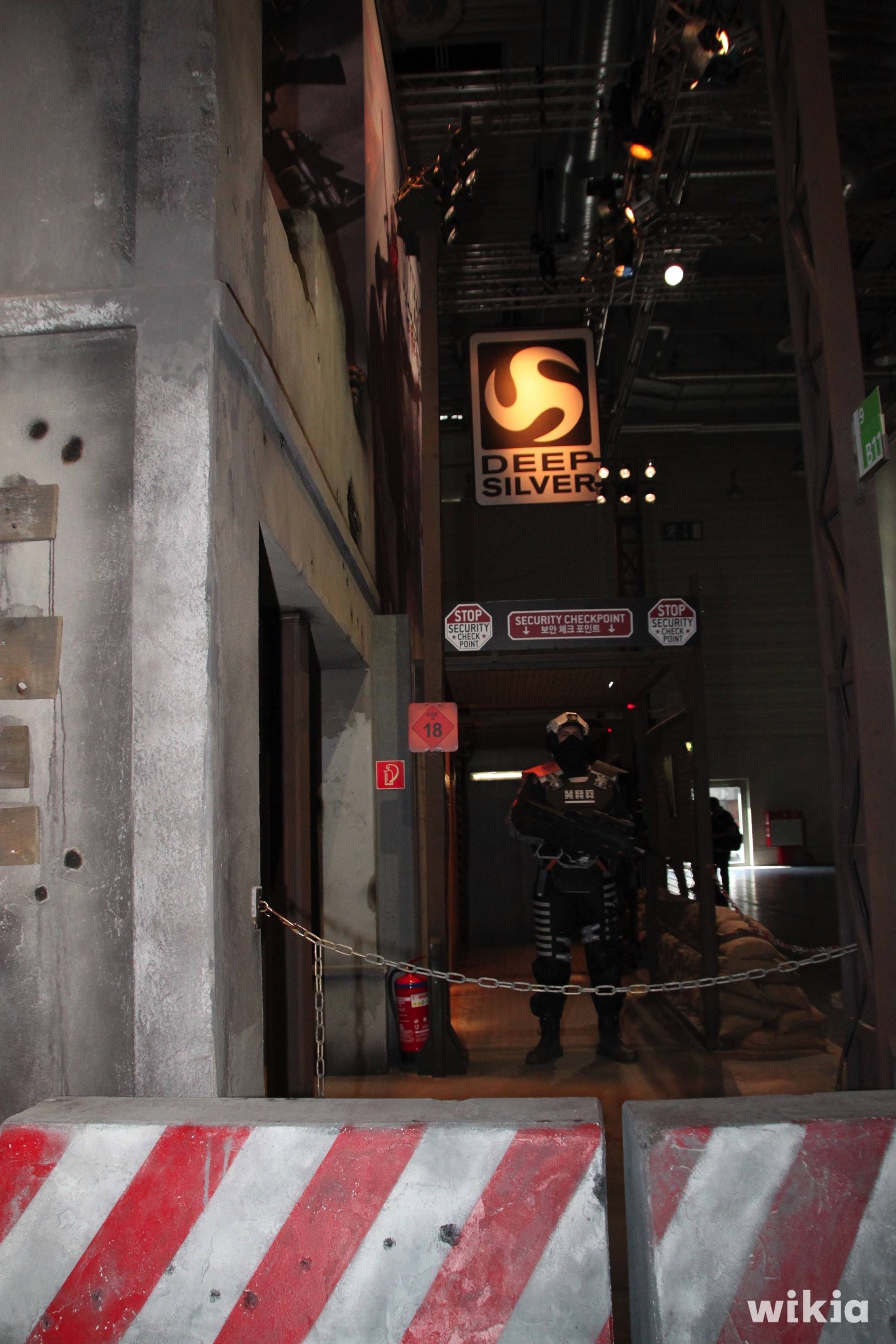
Entradas a los estudios de Deep Silver en 2015

Deep Silver es el estudio que publica videojuegos para Koch Media.

## Historia
Deep Silver pertenece a la multinacional Koch Media. Fundada en 2002, ya ha publicado y co-publicado algunos títulos importantes. El estudio tiene su sede en Basingstoke, Reino Unido. Deep Silver ha publicado más de un centenar de videojuegos desde 2003.
En 2007, Deep Silver Viena, fue iniciado por los fundadores del equipo de Rockstar Viena, Hannes Seifert y Laber Niki, y se centra principalmente en el desarrollo y la producción de títulos para las consolas. Debido a la fricción interna y rendimiento de las ventas pobres de Cursed Mountain, Deep Silver Viena, se cerró el 30 de enero de 2010.

## Juegos
| Año  | Título                                   | Co-publicadores            | Plataformas | Plataformas | Plataformas | Plataformas | Plataformas | Plataformas | Plataformas | Plataformas | Plataformas |
| Año  | Título                                   | Co-publicadores            | DS/3DS      | PS3         | Wii         | X360        | Win         | OS X        | Linux       | XBO         | PS4         |
| ---- | ---------------------------------------- | -------------------------- | ----------- | ----------- | ----------- | ----------- | ----------- | ----------- | ----------- | ----------- | ----------- |
| 2003 | X2: The Threat                           | Enlight                    | No          | No          | No          | No          | Sí          | Sí          | Sí          | No          | No          |
| 2004 | Singles: Flirt Up Your Life              | —                          | No          | No          | No          | No          | Sí          | No          | No          | No          | No          |
| 2004 | The Fall: Last Days of Gaia              | —                          | No          | No          | No          | No          | Sí          | No          | No          | No          | No          |
| 2005 | Earth 2160                               | Zuxxez, Midway, TopWare    | No          | No          | No          | No          | Sí          | No          | No          | No          | No          |
| 2005 | Singles 2: Triple Trouble                | —                          | No          | No          | No          | No          | Sí          | No          | No          | No          | No          |
| 2005 | Neuro Hunter                             | —                          | No          | No          | No          | No          | Sí          | No          | No          | No          | No          |
| 2005 | X3: Reunion                              | Enlight                    | No          | No          | No          | No          | Sí          | Sí          | Sí          | No          | No          |
| 2005 | Magia de Sangre                          | 1C, Atari                  | No          | No          | No          | No          | Sí          | No          | No          | No          | No          |
| 2006 | Spellforce 2                             | JoWood, Dreamcatcher       | No          | No          | No          | No          | Sí          | No          | No          | No          | No          |
| 2006 | Wildlife Park 2                          | B-Alive                    | No          | No          | No          | No          | Sí          | No          | No          | No          | No          |
| 2006 | City Life                                | cdv, Focus                 | Sí          | No          | No          | No          | Sí          | No          | No          | No          | No          |
| 2006 | Rush for Berlin                          | Paradox                    | No          | No          | No          | No          | Sí          | No          | No          | No          | No          |
| 2006 | The Guild 2                              | JoWood                     | No          | No          | No          | No          | Sí          | No          | No          | No          | No          |
| 2006 | Mage Knight: Apocalypse                  | Namco                      | No          | No          | No          | No          | Sí          | No          | No          | No          | No          |
| 2006 | ParaWorld                                | Sunflowers                 | No          | No          | No          | No          | Sí          | No          | No          | No          | No          |
| 2006 | Anno 1701                                | Sunflowers                 | No          | No          | No          | No          | Sí          | No          | No          | No          | No          |
| 2006 | Gothic 3                                 | Aspyr, JoWood              | No          | No          | No          | No          | Sí          | No          | No          | No          | No          |
| 2006 | Secret Files: Tunguska                   | Dreamcatcher, Adventure    | Sí          | No          | Sí          | No          | Sí          | No          | No          | No          | No          |
| 2006 | TrackMania United                        | Buka, Enlight, Valve       | No          | No          | No          | No          | Sí          | No          | No          | No          | No          |
| 2006 | Warhammer: La Marca del Caos             | Namco                      | No          | No          | No          | No          | Sí          | No          | No          | No          | No          |
| 2006 | The Hustle: Detroit Streets              | Activision                 | No          | Sí          | No          | Sí          | No          | No          | No          | No          | No          |
| 2006 | War On Terror                            | —                          | No          | No          | No          | No          | Sí          | No          | No          | No          | No          |
| 2006 | Birth of America                         | Strategy First             | No          | No          | No          | No          | Sí          | No          | No          | No          | No          |
| 2007 | Wildlife Park 2: Crazy Zoo               | B-Alive                    | No          | No          | No          | No          | Sí          | No          | No          | No          | No          |
| 2007 | Wildlife Park 2: Marine World            | B-Alive                    | No          | No          | No          | No          | Sí          | No          | No          | No          | No          |
| 2008 | CrossworDS                               | Nintendo                   | Sí          | No          | No          | No          | No          | No          | No          | No          | No          |
| 2008 | S.T.A.L.K.E.R.: Clear Sky                | —                          | No          | No          | No          | No          | Sí          | No          | No          | No          | No          |
| 2008 | X3: Terran Conflict                      | Interactive Gaming         | No          | No          | No          | No          | Sí          | Sí          | Sí          | No          | No          |
| 2008 | WSC Real 08: World Snooker Championship  | —                          | No          | Sí          | Sí          | Sí          | Sí          | No          | No          | No          | No          |
| 2008 | Sacred 2: Fallen Angel                   | cdv                        | No          | Sí          | No          | Sí          | Sí          | No          | No          | No          | No          |
| 2008 | Professor Heinz Wolff's Gravity          | —                          | Sí          | No          | Sí          | No          | Sí          | No          | No          | No          | No          |
| 2008 | Warhammer: Battle March                  | Namco                      | No          | No          | No          | Sí          | Sí          | No          | No          | No          | No          |
| 2008 | Horse Life                               | —                          | Sí          | No          | Sí          | No          | No          | No          | No          | No          | No          |
| 2008 | Rhodan: Myth of the Illochim             | —                          | No          | No          | No          | No          | Sí          | No          | No          | No          | No          |
| 2009 | Secret Files 2: Puritas Cordis           | —                          | Sí          | No          | Sí          | No          | Sí          | No          | No          | No          | No          |
| 2009 | Fritz Chess                              | —                          | Sí          | Sí          | Sí          | No          | No          | No          | No          | No          | No          |
| 2009 | La Montaña Maldita                       | —                          | No          | No          | Sí          | No          | Sí          | No          | No          | No          | No          |
| 2009 | Risen                                    | —                          | No          | No          | No          | Sí          | Sí          | No          | No          | No          | No          |
| 2009 | Astrology DS                             |                            | Sí          | No          | No          | No          | No          | No          | No          | No          | No          |
| 2010 | Prison Break: La Conspiración            | —                          | No          | Sí          | No          | Sí          | Sí          | No          | No          | No          | No          |
| 2010 | Metro 2033                               | —                          | No          | No          | No          | Sí          | Sí          | No          | No          | Sí          | Sí          |
| 2010 | Lost Horizon                             | —                          | No          | No          | No          | No          | Sí          | No          | No          | No          | No          |
| 2010 | Back to the Future: The Game             | Telltale                   | No          | Sí          | Sí          | No          | Sí          | Sí          | No          | No          | No          |
| 2010 | The X Factor                             | —                          | No          | Sí          | Sí          | Sí          | No          | No          | No          | No          | No          |
| 2011 | Catherine                                | Atlus                      | No          | Sí          | No          | Sí          | No          | No          | No          | No          | No          |
| 2011 | Cartoon Network: Punch Time Explosion    | Crave                      | Sí          | Sí          | Sí          | Sí          | No          | No          | No          | No          | No          |
| 2011 | Dead Island                              | —                          | No          | Sí          | No          | Sí          | Sí          | No          | Sí          | No          | No          |
| 2011 | X3: Albion Prelude                       | —                          | No          | No          | No          | No          | Sí          | Sí          | Sí          | No          | No          |
| 2011 | Emergency 2012                           | —                          | No          | No          | No          | No          | Sí          | No          | No          | No          | No          |
| 2012 | Risen 2: Dark Waters                     | Ubisoft                    | No          | Sí          | No          | Sí          | Sí          | No          | No          | No          | No          |
| 2012 | Cartoon Network: Punch Time Explosion XL | Crave                      | Sí          | Sí          | Sí          | Sí          | No          | No          | No          | No          | No          |
| 2012 | Emergency 2013                           | —                          | No          | No          | No          | No          | Sí          | No          | No          | No          | No          |
| 2013 | Dead Island: Riptide                     | —                          | No          | Sí          | No          | Sí          | Sí          | No          | No          | No          | No          |
| 2013 | Metro: Last Light                        | —                          | No          | Sí          | No          | Sí          | Sí          | Sí          | Sí          | Sí          | Sí          |
| 2013 | Paseo al Infierno                        | —                          | No          | Sí          | No          | Sí          | Sí          | No          | No          | No          | No          |
| 2013 | El asesino está muerto                   | Kadokawa, Xseed, Sony Asia | No          | Sí          | No          | Sí          | Sí          | No          | No          | No          | No          |
| 2013 | Saints Row IV                            | —                          | No          | Sí          | No          | Sí          | Sí          | No          | No          | Sí          | Sí          |
| 2013 | Secret Files: Sam Peters                 | Animation Arts             | No          | No          | No          | No          | —           | No          | —           | No          | No          |
| 2013 | X Rebirth                                | —                          | No          | No          | No          | No          | Sí          | No          | Sí          | No          | No          |
| 2014 | NASCAR '14                               |                            | No          | Sí          | No          | Sí          | Sí          | No          | No          | No          | No          |
| 2014 | Metro Redux                              | —                          | No          | Sí          | No          | Sí          | Sí          | No          | No          | Sí          | Sí          |
| 2014 | Risen 3: Titan Lords                     | —                          | No          | Sí          | No          | Sí          | Sí          | No          | No          | No          | No          |
| 2014 | Ryse: Son of Rome                        | Crytek                     | No          | No          | No          | No          | Sí          | No          | No          | Sí          | No          |
| 2014 | Escape Dead Island                       | —                          | No          | Sí          | No          | Sí          | Sí          | No          | No          | No          | No          |
| 2014 | Sacred 3                                 | —                          | No          | Sí          | No          | Sí          | Sí          | No          | No          | No          | No          |
| 2015 | Saints Row: Gat out of Hell              | —                          | No          | Sí          | No          | Sí          | Sí          | No          | No          | Sí          | Sí          |
| 2016 | Homefront: The Revolution                | —                          | No          | No          | No          | No          | Sí          | Sí          | Sí          | Sí          | Sí          |
| 2017 | Agents of Mayhem                         | —                          | No          | No          | No          | No          | Sí          | No          | No          | Sí          | Sí          |
| 2023 | Dead Island 2                            | —                          | No          | No          | No          | No          | Sí          | No          | No          | Sí          | Sí          |